# Port lotniczy Singapur-Changi
Port lotniczy Singapur-Changi (ang. Singapore Changi Airport, kod IATA: SIN, kod ICAO: WSSS) – międzynarodowy port lotniczy w Singapurze, położony we wschodniej części wyspy Singapur. Jego budowę rozpoczęto w latach 70. XX wieku zaś oficjalne otwarcie miało miejsce 29 grudnia 1981.
Lotnisko jest 7. najbardziej ruchliwym portem lotniczym na świecie w ruchu międzynarodowym. W roku 2015 obsłużyło ponad 55 milionów pasażerów.
Jest zdobywcą nagrody „World's Best Airport Award 2010” i „World's Best Airport Award 2013”. Lotnisko zajęło także 1. miejsce w rankingu „The World’s Top 10 Airports of 2015” opublikowanego przez Skytrax.

## Terminale
Lotnisko posiada cztery terminale:
- Terminal 1 – otwarty w 1981, umiejscowiony w północnej części.
- Terminal 2 – otwarty w 1990, ulokowany we wschodniej części.
- Terminal 3 – otwarty w 2008, ulokowany we zachodniej części.
- Terminal 4 – otwarty w 2017, ulokowany w południowej części.

W latach 2006–2011 istniał dodatkowo tzw. Budget Terminal. Po jego zamknięciu, na jego miejscu 1 października 2011 rozpoczęto budowę Terminala 4, który ukończony został i oddany do użytku w 2017 roku. W 2013 rozpoczęto budowę specjalnego kompleksu pomiędzy terminalami 1, 2 i 3 nazwanego Klejnot (ang. Jewel). Klejnot jest połączeniem ogrodu, terminala pasażerskiego (ze stanowiskami do odprawy i sprzedaży biletów) oraz centrum handlowo-rozrywkowego. Klejnot został ukończony i oddany do użytku na początku 2019 roku.

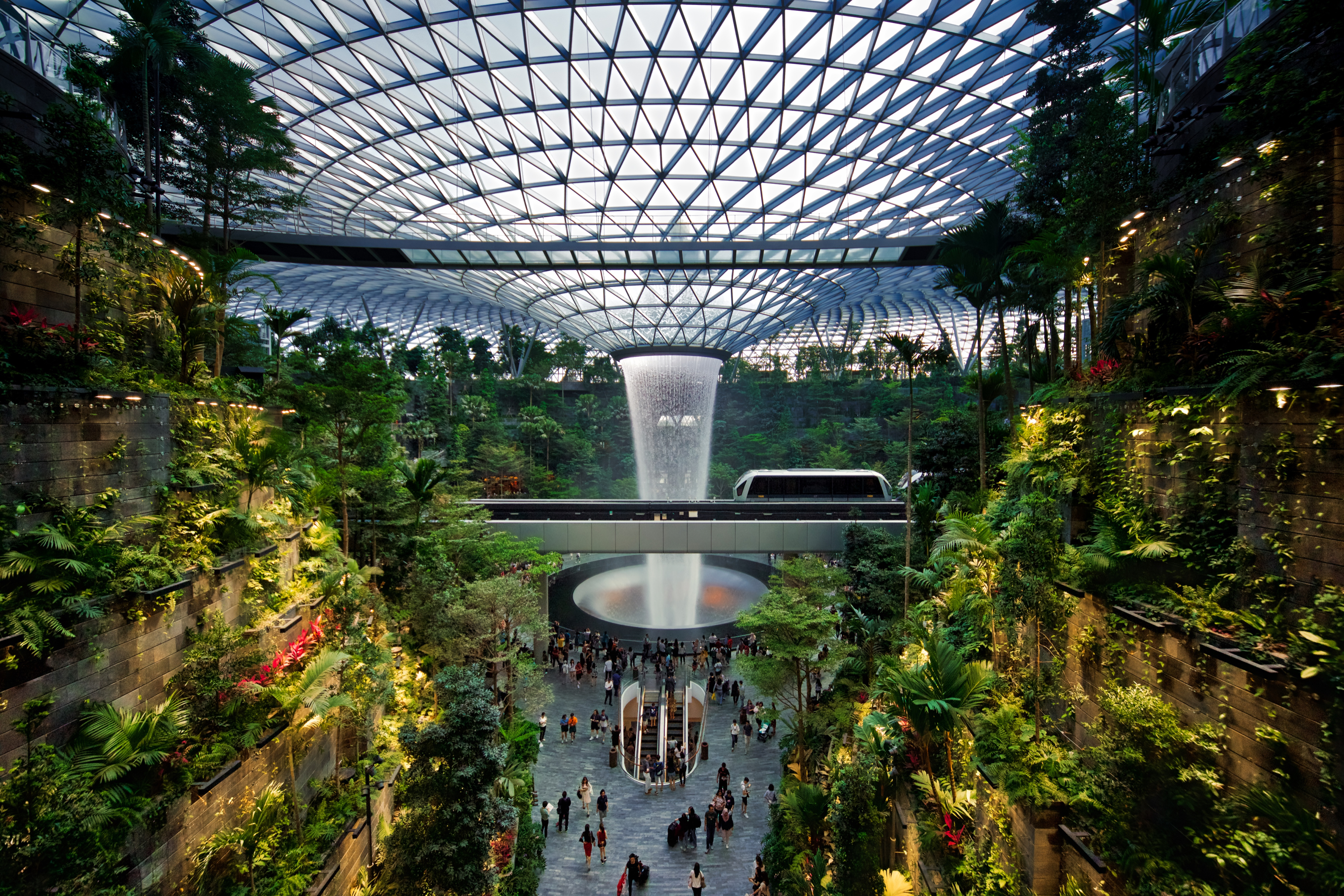
Komplek Jewel z wodospadem i lasem deszczowym

## Kierunki lotów i linie lotnicze

### Kierunki pasażerskie
Port lotniczy w Singapurze obsługiwany jest przez 78 linii lotniczych, które oferują bezpośrednie połączenia do 154 portów lotniczych w 47 krajach na całym świecie:
| Linia lotnicza                | Kierunek |
| ----------------------------- | --- |
| Aero Dili                     | 1. Dili |
| AirAsia                       | 1. Ipoh 2. Kota Kinabalu 3. Kuala Lumpur 4. Kuching 5. Langkawi 6. Penang |
| Aircalin                      | 1. Numea |
| Air Canada                    | 1. Vancouver |
| Air China                     | 1. Pekin 2. Chengdu-Tianfu 3. Chongqing 4. Szanghaj-Pudong |
| Air France                    | 1. Paryż-Charles de Gaulle |
| Air India                     | 1. Bengaluru 2. Ćennaj 3. Delhi 4. Mumbaj 5. Pune |
| Air India Express             | 1. Ćennaj 2. Maduraj 3. Tiruchirappalli |
| Air Japan                     | 1. Tokio-Narita |
| Air Macau                     | 1. Makau |
| Air New Zealand               | 1. Auckland |
| Air Niugini                   | 1. Port Moresby |
| Alii Palau Airlines           | 1. Koror |
| All Nippon Airways            | 1. Tokio-Haneda 2. Tokio-Narita |
| Asiana Airlines               | 1. Seul-Inczon |
| Bangkok Airways               | 1. Koh Samui |
| Batik Air                     | 1. Denpasar 2. Dżakarta 3. Medan |
| Batik Air Malaysia            | 1. Kuala Lumpur |
| Biman Bangladesh Airlines     | 1. Dhaka |
| British Airways               | 1. Londyn-Heathrow 2. Sydney |
| Cambodia Airways              | 1. Phnom Penh 2. Sanya |
| Cathay Pacific                | 1. Hongkong |
| Cebu Pacific                  | 1. Cebu 2. Clark 3. Iloilo 4. Manila |
| China Airlines                | 1. Kaohsiung 2. Tajpej-Taiwan Taoyuan |
| China Eastern Airlines        | 1. Pekin-Daxing 2. Changsha 3. Hangzhou 4. Hefei 5. Nankin 6. Szanghaj-Pudong 7. Wuhan 8. Xi'an |
| China Southern Airlines       | 1. Pekin-Daxing 2. Guangzhou 3. Shenzhen |
| Chongqing Airlines            | 1. Chongqing |
| Citilink                      | 1. Dżakarta |
| Drukair                       | 1. Guwahati 2. Paro |
| Emirates                      | 1. Dubaj 2. Phnom Penh |
| Ethiopian Airlines            | 1. Addis Abeba 2. Kuala Lumpur |
| Etihad Airways                | 1. Abu Zabi |
| EVA Air                       | 1. Tajpej-Taiwan Taoyuan |
| Fiji Airways                  | 1. Nadi |
| Finnair                       | 1. Helsinki |
| Firefly                       | 1. Penang |
| Garuda Indonesia              | 1. Denpasar 2. Dżakarta 3. Surabaja |
| Gulf Air                      | 1. Bahrajn |
| Hainan Airlines               | 1. Haikou 2. Lanzhou 3. Yichang |
| IndiGo                        | 1. Bengaluru 2. Bhubaneswar 3. Ćennaj 4. Coimbatore 5. Delhi 6. Hajdarabad 7. Kolkata 8. Mumbaj 9. Tiruchirappalli |
| Indonesia AirAsia             | 1. Denpasar 2. Dżakarta |
| Japan Airlines                | 1. Tokio-Haneda 2. Tokio-Narita |
| Jeju Air                      | 1. Pusan |
| Jetstar                       | 1. Melbourne 2. Perth |
| Jetstar Asia                  | 1. Bangkok-Suvarnabhumi 2. Clark 3. Kolombo 4. Denpasar 5. Haikou 6. Dżakarta 7. Krabi 8. Kuala Lumpur 9. Komodo (od 20 marca 2025) 10. Manila 11. Naha 12. Osaka-Kansai 13. Penang 14. Phuket 15. Surabaja 16. Wuxi Sezonowo: 1. Broome |
| Juneyao Air                   | 1. Szanghaj-Pudong |
| KLM                           | 1. Amsterdam 2. Denpasar |
| Korean Air                    | 1. Seul-Inczon |
| Loong Air                     | 1. Wenzhou |
| Lufthansa                     | 1. Frankfurt 2. Monachium |
| Malaysia Airlines             | 1. Kuala Lumpur |
| Myanmar Airways International | 1. Rangun |
| Myanmar National Airlines     | 1. Rangun |
| Oman Air                      | 1. Maskat (wznowione 2 września 2025) |
| Pacific Airlines              | 1. Ho Chi Minh |
| Peach                         | 1. Osaka-Kansai |
| Philippine Airlines           | 1. Manila |
| Qantas                        | 1. Brisbane 2. Londyn-Heathrow 3. Melbourne 4. Perth 5. Sydney Sezonowo: 1. Darwin |
| QantasLink                    | 1. Darwin (od 26 października 2025) |
| Qatar Airways                 | 1. Doha |
| Royal Brunei Airlines         | 1. Bandar Seri Begawan |
| Saudia                        | 1. Denpasar 2. Dżudda |
| Scoot                         | 1. Amritsar 2. Ateny 3. Balikpapan 4. Bangkok–Suvarnabhumi 5. Cebu 6. Changsha 7. Ćennaj 8. Chiang Mai 9. Clark 10. Coimbatore 11. Davao 12. Denpasar 13. Fuzhou 14. Guangzhou 15. Haikou 16. Hangzhou 17. Hanoi 18. Hat Yai 19. Ho Chi Minh 20. Hongkong 21. Iloilo 22. Ipoh 23. Dżakarta 24. Dżudda 25. Czedżu 26. Kertajati 27. Ko Samui 28. Kota Kinabalu 29. Krabi 30. Kuala Lumpur 31. Kuantan 32. Kuching 33. Kunming 34. Langkawi 35. Lombok 36. Makau 37. Makasar 38. Malakka 39. Manado 40. Manila 41. Melbourne 42. Miri 43. Nanchang 44. Nankin 45. Nanning 46. Osaka 47. Pekanbaru 48. Penang 49. Perth 50. Phuket 51. Qingdao 52. Sapporo 53. Seul-Inczon 54. Shenyang 55. Sibu 56. Surabaja 57. Sydney 58. Tajpej-Taiwan Taoyuan 59. Thiruvananthapuram 60. Tiencin 61. Tiruchirappalli 62. Tokio-Narita 63. Wiedeń (od 3 czerwca 2025) 64. Wientian 65. Visakhapatnam 66. Wuhan 67. Xi'an 68. Yogyakarta 69. Zhengzhou |
| Shandong Airlines             | 1. Jinan |
| Shenzhen Airlines             | 1. Harbin 2. Shenzhen |
| Sichuan Airlines              | 1. Chengdu-Tianfu |
| Singapore Airlines            | 1. Adelaide 2. Ahmadabad 3. Amsterdam 4. Auckland 5. Bandar Seri Begawan 6. Bangkok-Suvarnabhumi 7. Barcelona 8. Pekin 9. Pekin-Daxing 10. Bengaluru 11. Brisbane 12. Bruksela 13. Pusan 14. Cairns 15. Kapsztad 16. Cebu 17. Chengdu-Tianfu 18. Ćennaj 19. Chongqing 20. Christchurch 21. Kolombo 22. Kopenhaga 23. Da Nang 24. Darwin 25. Delhi 26. Denpasar 27. Dhaka 28. Dubaj 29. Frankfurt 30. Fukuoka 31. Guangzhou 32. Hanoi 33. Ho Chi Minh 34. Hongkong 35. Hajdarabad 36. Stambuł 37. Dżakarta 38. Johannesburg 39. Katmandu 40. Koczin 41. Kolkata 42. Kuala Lumpur 43. Londyn-Gatwick 44. Londyn-Heathrow 45. Los Angeles 46. Male 47. Manchester 48. Manila 49. Medan 50. Melbourne 51. Mediolan-Malpensa 52. Mumbaj 53. Monachium 54. Nagoja 55. Newark 56. Nowy Jork-JFK 57. Osaka 58. Paryż-Charles de Gaulle 59. Penang 60. Perth 61. Phnom Penh 62. Phuket 63. Rzym-Fiumicino 64. San Francisco 65. Seattle-Tacoma 66. Seul-Incheon 67. Szanghaj–Pudong 68. Shenzhen 69. Siem Reap 70. Surabaja 71. Sydney 72. Tajpej-Taiwan Taoyuan 73. Tokio-Haneda 74. Tokio-Narita 75. Xiamen 76. Rangun 77. Zurych Sezonowo: 1. Sapporo |
| Spring Airlines               | 1. Szanghaj-Pudong |
| SriLankan Airlines            | 1. Kolombo |
| Starlux Airlines              | 1. Tajpej-Taiwan Taoyuan |
| Swiss International Air Lines | 1. Zurych |
| Thai AirAsia                  | 1. Bangkok-Don Mueang 2. Hat Yai 3. Phuket |
| Thai Airways International    | 1. Bangkok-Suvarnabhumi |
| Thai Lion Air                 | 1. Bangkok-Don Mueang |
| TransNusa                     | 1. Dżakarta |
| TUI Airways                   | Czarter sezonowo: 1. Birmingham 2. Londyn-Gatwick 3. Manchester |
| Turkish Airlines              | 1. Stambuł 2. Melbourne |
| T'way Air                     | 1. Seul-Inczon |
| United Airlines               | 1. San Francisco |
| US-Bangla Airlines            | 1. Dhaka |
| VietJet Air                   | 1. Da Nang 2. Hanoi 3. Ho Chi Minh |
| Vietnam Airlines              | 1. Hanoi 2. Ho Chi Minh |
| XiamenAir                     | 1. Fuzhou 2. Hangzhou 3. Quanzhou 4. Xiamen |
| Zipair Tokyo                  | 1. Tokio-Narita |

Główne kierunki lotów w 2023 to w kolejności:
1. Indonezja
2. Malezja
3. Australia
4. Tajlandia
5. Indie

W 2023 najwięcej pasażerów skorzystało z lotów wykonanych do następujących lotnisk:
1. Kuala Lumpur
2. Bangkok-Suvarnabhumi
3. Dżakarta
4. Denpasar
5. Manila